# Rubiales
Pour les articles homonymes, voir Rubiales (homonymie).
Ordre
Classification APG II (2003)
Classification APG III (2009)
L'ordre des Rubiales regroupe des plantes dicotylédones. Dans la classification classique de Cronquist (1981) il ne comporte que deux familles :
- Theligonacées
- Rubiacées (famille du caféier)

La classification phylogénétique APG ne le reconnaît pas comme ordre et place les Rubiacées dans l'ordre des Gentianales.